# 日本アート・シアター・ギルド
日本アート・シアター・ギルド（にほんアート・シアター・ギルド、ATG）は、1961年から1980年代にかけて活動した東宝系の日本の映画会社。
2018年11月1日、東宝に吸収合併される。

## 概要
他の映画会社とは一線を画す非商業主義的な芸術作品を製作・配給し、日本の映画史に多大な影響を与えた。また、後期には若手監督を積極的に採用し、後の日本映画界を担う人物を育成した。
また、ATGは公開作品ごとに映画雑誌『アートシアター』を発行した。本誌は映画の完全シナリオと映画評論などから構成され、上映館のみで販売された。

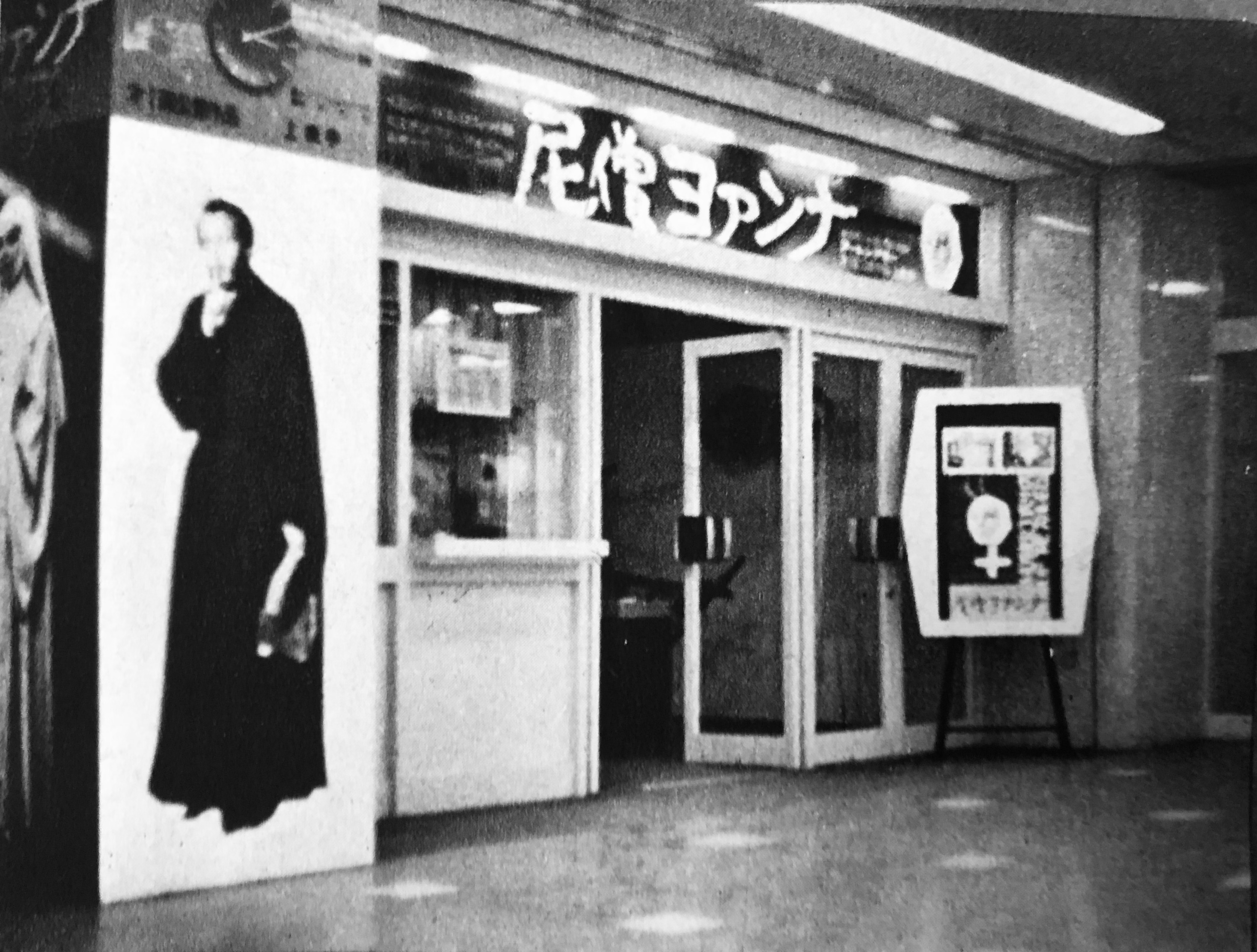
1962年4月20日、都内3館でアート映画の上映を開始。第1回配給作品は『尼僧ヨアンナ』であった。
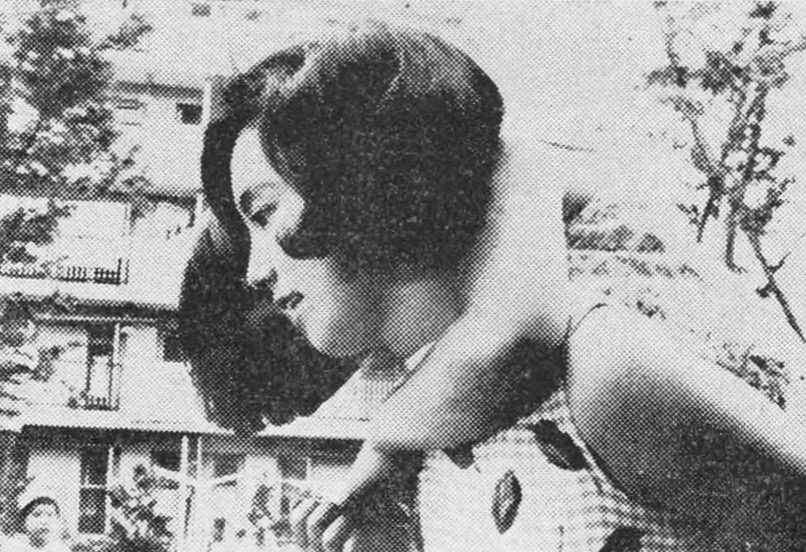
羽仁進監督の『彼女と彼』（1963年）
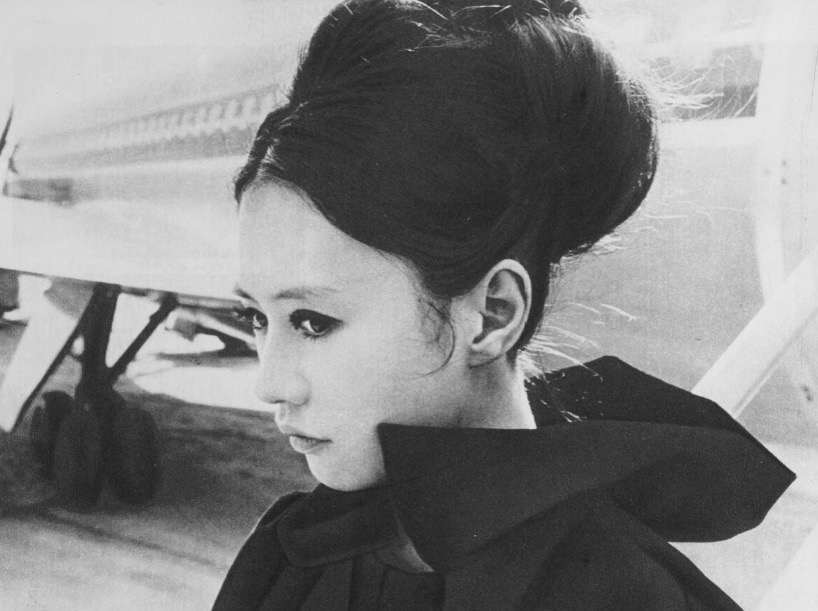
黒木和雄監督の『とべない沈黙』（1966年）

## 歴史と背景
ATGは良質のアート系映画をより多くの人々に届けるという趣旨のもとに設立された。年会費を払うと他では見られない映画を割安で観ることが出来たため、若者たちの支持を得た。1960年代から1970年代初めの学生運動、ベトナム反戦運動、自主演劇などの盛り上がりの中で、シリアスな、あるいはオルタナティブな映画に対する関心は高かった。当時は御茶ノ水近辺に主要な大学が集中しており、新宿が若者文化の中心となっていて、ATGの最も重要な上映館であったアートシアター新宿文化は、話題の映画の上映となると満員の盛況であった。このような状況と会員制度に支えられて、大島渚『新宿泥棒日記』、羽仁進『初恋・地獄篇』、松本俊夫『薔薇の葬列』など、当時の若者たちに大きな影響を与えた話題作の製作が可能になった。
ATGの活動は、主に外国映画の配給を行っていた第1期、低予算での映画製作を行った第2期、若手監督を積極的に採用した第3期に大別することができる。

### 設立まで
1950年代のアジア映画やポーランド派、フランス・ヌーヴェルヴァーグの影響によって、日本においても芸術映画への志向が高まった。1957年には勅使河原宏や羽仁進などの若手映画人らがグループ「シネマ57」を結成し、実験映画の製作などを行っていた。
当時東和映画副社長であった川喜多かしこ（川喜多長政の妻）は当時欧米に存在していた芸術映画を専門に上映する映画館（アート・シアター）をつくることを目指して「日本アート・シアター運動の会」を設立（川喜多はこの頃、高野悦子の岩波ホールの活動を支援するのと並行して、フィルム・ライブラリー（現在の川喜多記念財団）の基盤作り、国際映画祭の審査委員として活動。まさに映画の母と呼ぶに相応しい）。
会の趣旨に賛同した当時東宝副社長の森岩雄は、知人である三和興行社長の井関種雄にアート・シアターの設立を持ちかけ、井関もこれを了承した。森は東宝の傘下にあった5つの映画館（東京日劇文化、名古屋名宝文化、大阪北野シネマ、福岡東宝名画座、札幌公楽文化）と資本金600万円を提供し、他に5館（新宿文化、横浜相鉄文化、東京後楽園アート・シアター、京都朝日会館、神戸スカイ・シネマ）と東宝、三和興行、江東楽天地、テアトル興行、OS興行からの計1000万円の資本金を元に、1961年（昭和36年）11月15日にATGが発足した。当時は社長の井関種雄のほか、スタッフに『映画の友』編集長であった多賀祥介、アートシアター新宿文化（1962年創立）の支配人であり製作者としても活躍した葛井欣士郎などがいた。

### 第1期（1961 - 1967年）
初期のATGの活動は主に日本国外の芸術映画の配給・上映であった。上映する映画は批評家によって構成される作品選定委員会によって審査、決定するシステムをとった。当時の映画の輸入は政府によって割り当て制（クオータ制）となっていたため、会社ごとに輸入本数制限があったが、東和映画をはじめ他の映画会社が協力して自社の割り当て分を積極的に提供したため、ATGはフェリーニ、ゴダール、サタジット・レイなど、良質の外国映画を豊富に配給することができた。
第1回配給作品は『尼僧ヨアンナ』で、1962年（昭和37年）4月20日に9つの上映館で封切られた。
初期のATGは日本国内外の芸術映画の配給のみを行っていたが、1966年、三島由紀夫の実験的短編室内劇『憂國』がヒット。今村昌平が『人間蒸発』の企画をATGへ持ち込んだことをきっかけに、独立プロと製作費を折半する形で、製作費1000万円という枠組みが出来上がった。「一千万円映画」「ATG＝1000万円」という代名詞はこのとき生まれる。「ATG方式」と呼ばれたこの製作方針は、「(1) 1000万円の製作費のうち、半分の500万円を出資する。(2) ATGは企画段階で検討し、製作に対しては一切干渉しない。(3) ATGの上映館で1ヵ月を原則に公開する。」というものだった。この方針のもとにATGは独立プロを積極的に支援し、低予算の映画製作を行った。東宝の1972年頃の一本の製作費は約6000万円。1000万円という予算は当時の大手映画会社の製作費の三分の一から四分の一の額であるため、製作には困難も伴ったが、多くの作品がキネマ旬報ベスト・テンに選定されるなど高い評価を受けた。1967年に公開された本作品の配給権は日活に委譲したものの、この後ATGは積極的に映画製作に乗り出すようになる。
難解さを指摘されたが、前衛的な芸術作品、野心的な青春映画を世に送り、学生運動期の若者からは支持され、1960年代と1970年代のカウンターカルチャーを形成して一時代を築く。

### 第2期（1967 - 1979年）
テレビが一般に普及するにつれて、大手の映画会社は興行を成功させるために、動員数が期待できる娯楽作品を中心に手がけるようになった。このため、松竹ヌーヴェルヴァーグの中心であった大島渚や吉田喜重のように、芸術映画を製作したい監督は大手映画会社から去り、独立プロを立ち上げて活動するようになった。
1970年代前半には、当時のポルノ映画ブームに便乗して、『無常』『曼陀羅』『天使の恍惚』といった芸術ポルノを上映し成功した。
評論家筋から高い評価を受けても興行的に失敗するものも中にはあり、ATGの経営は徐々に困難になり、加盟映画館も減っていった。このような状況を受け、1979年（昭和54年）には初代社長の井関が退任、佐々木史朗が社長となる。

### 第3期（1979 - 1992年）
ATGの製作方法は、企画を持ち込んだ独立プロまたは監督と、ATGが折半で製作費を出費するというのが従来からの建前で、現実としては、大幅持ち出し必至という状態だった。佐々木新社長は「寺山修司監督の『百年の孤独』(『さらば箱舟』)、橋浦方人監督の『海潮音』、大森一樹監督の『ヒポクラテスたち』、小林竜雄監督の『大人になれないわれら』（製作されず）の新作4本からは、監督側の負担は50％でも10％でもよい。金が無ければATGが全額負担する場合もあり得る」と画期的な新方針を打ち出した。ATG＝1000万映画のイメージが定着していたが、この決定により、前記の4本は3000～3500万円の製作費を予定していると発表した。
佐々木体制のATGでは、それまで中心的に活躍していた大物監督ではなく、学生映研やポルノ映画出身の若手監督を積極的に採用するようになった。以前のATG映画のイメージは、ごく簡単にいえば、意欲的で実験的な劇映画のイメージであった。そこがメジャーの映画会社の作る劇映画とは大きく違った。ところが1970年代後半からメジャーの製作状態は混沌とし、独立プロ作品が多彩になり、一方で実験的な映画作りも、色んな形で幅広く行われるようになってきた。佐々木は1983年（昭和58年）に山根貞男のインタビューに答えて「そんな中でも、もっと新しいタイプの映画、監督、役者がいつも欲しいですね、僕としては。例えば、大林宣彦というと"映像の魔術師"みたいにだけ思われているけれど、誰も予想しなかった大林映画をと、僕は思って『転校生』を作った.....めぼしい若手作家のいる分野として、にっかつロマンポルノ、ピンク映画、自主製作映画、記録映画の四つを考えています。テレビ出身の監督については考えていません。自分が東京ビデオセンターというテレビをやっているからです。テレビと映画ははっきり別のジャンルだと思っています」などと述べていた。この結果、ATGの作品は初期のような解釈の難しい芸術映画ではなく、むしろ青春映画・娯楽映画が多くなった。これら若手監督からは森田芳光『家族ゲーム』などのヒットも生まれ、また後の日本映画を担う多くの人材が育っていったが、ATG自体は徐々に弱体化し1992年（平成4年）の新藤兼人『濹東綺譚』を最後に活動を停止した。
その後、ATGは長らく休眠会社として存続していたが、前述の通り、2018年11月1日、東宝に吸収合併され、60年近い歴史に終止符を打った。

## 関連人物
大手映画会社出身
- 大島渚（松竹）
- 吉田喜重（松竹）
- 篠田正浩（松竹）
- 新藤兼人
- 今村昌平（松竹大船、日活）
- 岡本喜八（東宝）
- 熊井啓（日活）
- 増村保造（大映）
- 村野鐵太郎（大映）
- 市川崑（各社。登場時は主に東宝）
- 斎藤耕一（日活専属スチール写真家）
代表作『旅の重さ』（1972年）は松竹映画
- 中川信夫（各社）
- 中島丈博（日活ロマンポルノ）
 『郷愁』はATGのシナリオ一般公募から映画化
- 中島貞夫（東映ヤクザ映画・時代劇）
- 中平康（松竹、のち日活）
- 須川栄三（東宝）
- 曽根中生（日活）
代表作『博多っ子純情』（1978年）は松竹映画
- 森﨑東（松竹京都）
- 神代辰巳（日活）
- 小原宏裕（日活）
- 鈴木清順（日活）
- 根岸吉太郎（日活）
- 山口清一郎（日活）
- 池田敏春（日活）
- 吉田憲二（日活）

ドキュメンタリー出身
- 黒木和雄（岩波映画製作所）
- 羽仁進（岩波映画製作所）
- 松本俊夫
- 龍村仁（NHK）
- 東陽一（岩波映画製作所）
- 後藤幸一

アンダーグラウンド映画・学生映画・インディペンデント映画・ピンク映画出身
- 若松孝二
- 足立正生（若松プロ）
- 高林陽一
- 大林宣彦
- 長谷川和彦（今村昌平プロ）
- 大森一樹
- 井筒和幸
- 高橋伴明
- 森田芳光
- 相米慎二
- 石井聰亙
- 長崎俊一
- 金秀吉
- 橋浦方人

テレビ出身
- 実相寺昭雄（TBS）
- 田原総一朗（東京12チャンネル）
- 龍村仁（NHK）

演劇出身
- 勅使河原宏
- 寺山修司
- 唐十郎
- 清水邦夫

その他
- 三島由紀夫
- 宮城まり子
- 浅井慎平（タモリの主演映画『キッドナップ・ブルース』（1982年）の監督・脚本・撮影・照明を担当）
- 伊丹十三（ATGのロゴマークをデザインした他、ATGが発行していた映画雑誌『アートシアター』のタイトル文字・表紙のデザインも担当、配給作品『お葬式』を監督）